# Касільяс-де-Корія
Касільяс-де-Корія (ісп. Casillas de Coria) — муніципалітет в Іспанії, у складі автономної спільноти Естремадура, у провінції Касерес. Населення — 467 осіб (2010).
Муніципалітет розташований на відстані близько 250 км на захід від Мадрида, 60 км на північ від Касереса.

## Демографія
Динаміка населення (INE ):

## Галерея зображень

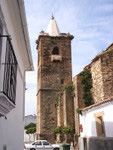
Дзвіниця церкви